# Johan Björnstierna
Johan Björnstierna (före 1760 Beronius), född 6 november 1729, död 14 april 1797, var en svensk bibliotekarie.

## Biografi
Björnstierna var son till ärkebiskop Magnus Beronius. Han blev student vid Uppsala universitet redan 1736, var volontär 1753–1761 men hade redan 1758 trätt i tjänst vid hovet som observatorieamanuens och informator för de kungliga pagerna. År 1760 blev han informator för Schering Rosenhane. Kontakterna med släkten Rosenhane bidrog troligen till att han 1762 utnämndes till bibliotekarie hos kronprins Gustaf. Kronprinsens boksamling hade till största delen 1757 inköpts från Carl Gustaf Tessin och Björnstiernas första uppgift blev att förteckna samlingen. Björnstierna kom att uppehålla denna tjänst fram till sin pension 1789.
Därutöver verkade han som författare, efter att 1754 ha gett ut Inledning til perspectiven verkade han främst som biografisk författare. Han författade 1764 en Bibliothek af swenska auctorers tryckta mathematiska böcker och skrifter, hwaribland äro äfwen sådane utlänningars mathematiske wärk, som blifwit i Swerige tryckte som dock aldrig trycktes annat än som en kort sammanfattning 1771. Han författade även en förteckning över Emanuel Swedenborgs i Vetenskapsakademiens bibliotek befintliga tryckta och otryckta skrifter samt böcker och en postumt utgiven utredning över Svecia antiqua et hodierna.
Björnstierna invaldes som ledamot nummer 92 av Kungliga Musikaliska Akademien den 12 december 1783.